# Liste des chapelles de la Gironde
La liste des chapelles de la Gironde présente les chapelles de culte catholique situées sur le territoire des communes du département français de la Gironde. Il est fait état des diverses protections dont elles peuvent bénéficier, et notamment les inscriptions et classements au titre des monuments historiques.
Toutes sont situées dans l'archidiocèse de Bordeaux.

## Liste
| Chapelle                                                                                                 | Commune                  | Adresse | Coordonnées                        | Notice         | Protection                                                      | Date | Illustration                                                           |
| --- | ------------------------ | ------- | ---------------------------------- | -------------- | --------------------------------------------------------------- | ---- | ---------------------------------------------------------------------- |
| Chapelle Saint-Denis d'Ambarès-et-Lagrave                                                                | Ambarès-et-Lagrave       |         | 44° 57′ 03″ nord, 0° 29′ 57″ ouest | « IA33001205 » |                                                                 |      | Chapelle Saint-Denis d'Ambarès-et-Lagrave                              |
| Chapelle Sainte-Jeanne-d'Arc d'Arcachon                                                                  | Arcachon                 |         | 44° 39′ 37″ nord, 1° 10′ 10″ ouest |                |                                                                 |      | Chapelle Sainte-Jeanne-d'Arc d'Arcachon                                |
| Chapelle des marins d'Arcachon                                                                           | Arcachon                 |         | 44° 39′ 41″ nord, 1° 10′ 52″ ouest |                |                                                                 |      | Chapelle des marins d'Arcachon                                         |
| Chapelle Saint-Raphaël d'Avensan                                                                         | Avensan                  |         | 44° 58′ 20″ nord, 0° 47′ 39″ ouest |                |                                                                 |      | Chapelle Saint-Raphaël d'Avensan                                       |
| Chapelle du château de Belle-Fontaine                                                                    | Baron                    |         | 44° 49′ 28″ nord, 0° 18′ 33″ ouest |                |                                                                 |      | Image manquante Téléverser                                             |
| Chapelle du château de Lyde                                                                              | Baurech                  |         | 44° 44′ 19″ nord, 0° 25′ 57″ ouest |                |                                                                 |      | Image manquante Téléverser                                             |
| Chapelle Saint-Antoine de Poussignac                                                                     | Bazas                    |         | 44° 27′ 29″ nord, 0° 10′ 22″ ouest |                |                                                                 |      | Chapelle Saint-Antoine de Poussignac                                   |
| Chapelle dite de Mussonville de Bègles                                                                   | Bègles                   |         | 44° 47′ 37″ nord, 0° 33′ 35″ ouest |                |                                                                 |      | Chapelle dite de Mussonville de Bègles                                 |
| Chapelle Notre-Dame du Casse de Béguey                                                                   | Béguey                   |         | 44° 38′ 48″ nord, 0° 19′ 33″ ouest | « IA33000021 » |                                                                 |      | Image manquante Téléverser                                             |
| Chapelle Saint-Blaise de Joué                                                                            | Belin-Béliet             |         | 44° 28′ 20″ nord, 0° 44′ 03″ ouest |                |                                                                 |      | Chapelle Saint-Blaise de Joué                                          |
| Chapelle du Maine                                                                                        | Bellefond                |         | 44° 45′ 52″ nord, 0° 10′ 03″ ouest |                |                                                                 |      | Chapelle du Maine                                                      |
| Chapelle Notre-Dame de Bijoux                                                                            | Birac                    |         | à géolocaliser                     |                |                                                                 |      | Image manquante Téléverser                                             |
| Chapelle Saint-Jean des Palus de Lavenelle                                                               | Blanquefort              |         | 44° 55′ 21″ nord, 0° 33′ 49″ ouest |                |                                                                 |      | Image manquante Téléverser                                             |
| Chapelle Notre-Dame-de-Bonne-Nouvelle de Blasimon                                                        | Blasimon                 |         | à géolocaliser                     |                |                                                                 |      | Image manquante Téléverser                                             |
| Chapelle du couvent des Minimes de Blaye                                                                 | Blaye                    |         | à géolocaliser                     |                |                                                                 |      | Image manquante Téléverser                                             |
| Chapelle Saint-Nicolas de Blaye                                                                          | Blaye                    |         | à géolocaliser                     |                |                                                                 |      | Image manquante Téléverser                                             |
| Chapelle Saint-Joseph de Bordeaux                                                                        | Bordeaux                 |         | 44° 50′ 00″ nord, 0° 34′ 34″ ouest | « PA00083161 » | Classé MH Chapelle Saint-Joseph, y compris le retable en pierre | 1978 | Chapelle Saint-Joseph de Bordeaux                                      |
| Chapelle du séminaire Saint-Joseph de Bordeaux                                                           | Bordeaux                 |         | 44° 49′ 32″ nord, 0° 34′ 53″ ouest |                |                                                                 |      | Image manquante Téléverser                                             |
| Chapelle des Spiritains de Bordeaux                                                                      | Bordeaux                 |         | 44° 49′ 43″ nord, 0° 34′ 12″ ouest | « PA33000205 » | Inscrit MH                                                      | 2017 | Chapelle des Spiritains de Bordeaux                                    |
| Chapelle de la Madeleine de Bordeaux                                                                     | Bordeaux                 |         | 44° 50′ 04″ nord, 0° 34′ 29″ ouest |                |                                                                 |      | Image manquante Téléverser                                             |
| Chapelle de la maison de retraite Terre-Nègre de Bordeaux                                                | Bordeaux                 |         | 44° 51′ 04″ nord, 0° 35′ 34″ ouest |                |                                                                 |      | Image manquante Téléverser                                             |
| Chapelle de la Résidence des Carmes de Bordeaux                                                          | Bordeaux                 |         | 44° 51′ 06″ nord, 0° 34′ 40″ ouest |                |                                                                 |      | Chapelle de la Résidence des Carmes de Bordeaux                        |
| Chapelle de l'établissement d'hébergement pour personnes âgées dépendantes Grand Bon Pasteur de Bordeaux | Bordeaux                 |         | 44° 50′ 51″ nord, 0° 35′ 56″ ouest |                |                                                                 |      | Image manquante Téléverser                                             |
| Chapelle de l'hôpital spécialisé Charles Perrens de Bordeaux                                             | Bordeaux                 |         | 44° 49′ 30″ nord, 0° 36′ 07″ ouest |                |                                                                 |      | Image manquante Téléverser                                             |
| Chapelle de l'hôpital Saint-André de Bordeaux                                                            | Bordeaux                 |         | 44° 50′ 04″ nord, 0° 34′ 45″ ouest |                |                                                                 |      | Chapelle de l'hôpital Saint-André de Bordeaux                          |
| Chapelle des Dames de la Foi de Bordeaux                                                                 | Bordeaux                 |         | 44° 49′ 32″ nord, 0° 34′ 56″ ouest |                |                                                                 |      | Image manquante Téléverser                                             |
| Chapelle des Petites Sœurs des Pauvres de Bordeaux                                                       | Bordeaux                 |         | 44° 50′ 29″ nord, 0° 35′ 34″ ouest |                |                                                                 |      | Image manquante Téléverser                                             |
| Chapelle des Sœurs du Cénacle de Bordeaux                                                                | Bordeaux                 |         | 44° 50′ 32″ nord, 0° 35′ 17″ ouest |                |                                                                 |      | Image manquante Téléverser                                             |
| Chapelle du centre d'éducation spécialisée Richard Chapon de Bordeaux                                    | Bordeaux                 |         | 44° 50′ 35″ nord, 0° 35′ 54″ ouest |                |                                                                 |      | Image manquante Téléverser                                             |
| Chapelle du lycée de l'Assomption-Sainte-Clotilde de Bordeaux                                            | Bordeaux                 |         | 44° 51′ 07″ nord, 0° 35′ 39″ ouest |                |                                                                 |      | Chapelle du lycée de l'Assomption-Sainte-Clotilde de Bordeaux          |
| Chapelle Jasmin de Caudéran                                                                              | Bordeaux                 |         | 44° 51′ 40″ nord, 0° 38′ 10″ ouest |                |                                                                 |      | Image manquante Téléverser                                             |
| Chapelle Sainte-Jeanne-d'Arc de Bordeaux                                                                 | Bordeaux                 |         | 44° 49′ 25″ nord, 0° 35′ 55″ ouest |                |                                                                 |      | Image manquante Téléverser                                             |
| Chapelle Sainte-Monique de Caudéran                                                                      | Bordeaux                 |         | 44° 50′ 29″ nord, 0° 37′ 10″ ouest |                |                                                                 |      | Image manquante Téléverser                                             |
| Chapelle du Saint-Cœur-de-Marie de Bordeaux                                                              | Bordeaux                 |         | 44° 49′ 56″ nord, 0° 34′ 12″ ouest |                |                                                                 |      | Image manquante Téléverser                                             |
| Chapelle Sainte-Marie de Bruges                                                                          | Bruges                   |         | 44° 52′ 33″ nord, 0° 36′ 56″ ouest |                |                                                                 |      | Image manquante Téléverser                                             |
| Église Notre-Dame-de-Richy dite Chapelle de Lavergne de Capian                                           | Capian                   |         | à géolocaliser                     | « IA33000108 » |                                                                 |      | Image manquante Téléverser                                             |
| Chapelle Notre-Dame-de-la-Paix de Maubuisson                                                             | Carcans                  |         | 45° 04′ 08″ nord, 1° 08′ 31″ ouest |                |                                                                 |      | Image manquante Téléverser                                             |
| Chapelle Saint-Paul de Carcans-Plage                                                                     | Carcans                  |         | 45° 05′ 00″ nord, 1° 11′ 10″ ouest |                |                                                                 |      | Image manquante Téléverser                                             |
| Chapelle Saint-Louis de Gazinet                                                                          | Cestas                   |         | 44° 46′ 15″ nord, 0° 42′ 00″ ouest |                |                                                                 |      | Chapelle Saint-Louis de Gazinet                                        |
| Chapelle Notre-Dame de la Rode                                                                           | Cours-les-Bains          |         | 44° 22′ 32″ nord, 0° 00′ 03″ est   |                |                                                                 |      | Image manquante Téléverser                                             |
| Chapelle Notre-Dame anciennement Saint-Roch de Gablezac                                                  | Donnezac                 |         | 45° 16′ 47″ nord, 0° 26′ 02″ ouest |                |                                                                 |      | Chapelle Notre-Dame anciennement Saint-Roch de Gablezac                |
| Chapelle Saint-Germain de Saint-Germain-de-Campet                                                        | Faleyras                 |         | 44° 45′ 06″ nord, 0° 12′ 55″ ouest |                |                                                                 |      | Image manquante Téléverser                                             |
| Chapelle Sainte-Raphine de Fargues-Saint-Hilaire                                                         | Fargues-Saint-Hilaire    |         | 44° 49′ 34″ nord, 0° 26′ 00″ ouest |                |                                                                 |      | Image manquante Téléverser                                             |
| Chapelle Sainte-Thérèse de Floirac                                                                       | Floirac                  |         | 44° 50′ 15″ nord, 0° 32′ 15″ ouest |                |                                                                 |      | Chapelle Sainte-Thérèse de Floirac                                     |
| Chapelle Saint-Christophe de Trazits                                                                     | Gajac                    |         | 44° 26′ 04″ nord, 0° 08′ 58″ ouest |                |                                                                 |      | Chapelle Saint-Christophe de Trazits                                   |
| Chapelle Saint-Nicolas de Génissac                                                                       | Génissac                 |         | 44° 52′ 20″ nord, 0° 14′ 45″ ouest | « PA33000044 » | Inscrit MH                                                      | 2001 | Chapelle Saint-Nicolas de Génissac                                     |
| Chapelle du château de Pitray                                                                            | Gardegan-et-Tourtirac    |         | 44° 54′ 00″ nord, 0° 01′ 38″ ouest |                |                                                                 |      | Chapelle du château de Pitray                                          |
| Chapelle Saint-Jean de l'Hôpital                                                                         | Grayan-et-l'Hôpital      |         | 45° 24′ 47″ nord, 1° 05′ 28″ ouest |                |                                                                 |      | Chapelle Saint-Jean de l'Hôpital                                       |
| Chapelle Saint-Loubert de Saint-Loubert                                                                  | Grignols                 |         | 44° 25′ 00″ nord, 0° 01′ 41″ ouest |                |                                                                 |      | Chapelle Saint-Loubert de Saint-Loubert                                |
| Chapelle Notre-Dame-du-Bon-Accueil de la Hume                                                            | Gujan-Mestras            |         | 44° 38′ 22″ nord, 1° 06′ 45″ ouest |                |                                                                 |      | Image manquante Téléverser                                             |
| Chapelle Saint-Michel de Mestras                                                                         | Gujan-Mestras            |         | 44° 38′ 18″ nord, 1° 03′ 47″ ouest |                |                                                                 |      | Chapelle Saint-Michel de Mestras                                       |
| Chapelle Sainte-Catherine de Rétis                                                                       | Hostens                  |         | 44° 27′ 40″ nord, 0° 41′ 42″ ouest |                |                                                                 |      | Chapelle Sainte-Catherine de Rétis                                     |
| Chapelle dite la cathédrale de Contaut                                                                   | Hourtin                  |         | 45° 12′ 55″ nord, 1° 07′ 44″ ouest |                |                                                                 |      | Chapelle dite la cathédrale de Contaut                                 |
| Chapelle du château de La Rivière                                                                        | La Rivière               |         | 44° 56′ 50″ nord, 0° 18′ 44″ ouest |                |                                                                 |      | Image manquante Téléverser                                             |
| Chapelle du Saint-Esprit dite chapelle Forestière de Pyla-sur-Mer                                        | La Teste-de-Buch         |         | 44° 36′ 41″ nord, 1° 12′ 04″ ouest |                |                                                                 |      | Image manquante Téléverser                                             |
| Chapelle de Lacanau-Océan                                                                                | Lacanau                  |         | à géolocaliser                     |                |                                                                 |      | Image manquante Téléverser                                             |
| Chapelle Saint-François-Xavier de la Grande Escourre                                                     | Lacanau                  |         | 44° 57′ 50″ nord, 1° 08′ 41″ ouest |                |                                                                 |      | Image manquante Téléverser                                             |
| Chapelle Notre-Dame de Montigaud                                                                         | Lagorce                  |         | 45° 04′ 56″ nord, 0° 09′ 52″ ouest |                |                                                                 |      | Chapelle Notre-Dame de Montigaud                                       |
| Chapelle de l'hôpital de Langon                                                                          | Langon                   |         | à géolocaliser                     |                |                                                                 |      | Image manquante Téléverser                                             |
| Chapelle Sainte-Bernadette de Cassy                                                                      | Lanton                   |         | 44° 42′ 54″ nord, 1° 03′ 01″ ouest |                |                                                                 |      | Chapelle Sainte-Bernadette de Cassy                                    |
| Chapelle Saint-Louis de Taussat                                                                          | Lanton                   |         | 44° 43′ 16″ nord, 1° 04′ 20″ ouest |                |                                                                 |      | Chapelle Saint-Louis de Taussat                                        |
| Chapelle Saint-Joseph-du-Rocher de Latresne                                                              | Latresne                 |         | 44° 47′ 10″ nord, 0° 29′ 49″ ouest |                |                                                                 |      | Image manquante Téléverser                                             |
| Chapelle Notre-Dame du Bas-Pian                                                                          | Le Pian-sur-Garonne      |         | 44° 34′ 10″ nord, 0° 12′ 42″ ouest |                |                                                                 |      | Chapelle Notre-Dame du Bas-Pian                                        |
| Chapelle Notre-Dame de Cordouan                                                                          | Le Verdon-sur-Mer        |         | 45° 35′ 12″ nord, 1° 10′ 22″ ouest |                |                                                                 |      | Chapelle Notre-Dame de Cordouan                                        |
| Chapelle Sainte-Marie-du-Cap                                                                             | Lège-Cap-Ferret          |         | 44° 41′ 10″ nord, 1° 14′ 07″ ouest | « PA33000107 » | Inscrit MH                                                      | 2008 | Chapelle Sainte-Marie-du-Cap                                           |
| Chapelle d'été de Piraillan                                                                              | Lège-Cap-Ferret          |         | 44° 42′ 27″ nord, 1° 13′ 44″ ouest |                |                                                                 |      | Image manquante Téléverser                                             |
| Chapelle Notre-Dame-des-Pins du Piquey                                                                   | Lège-Cap-Ferret          |         | 44° 43′ 27″ nord, 1° 12′ 17″ ouest |                |                                                                 |      | Chapelle Notre-Dame-des-Pins du Piquey                                 |
| Chapelle de Musset                                                                                       | Lerm-et-Musset           |         | 44° 21′ 52″ nord, 0° 06′ 52″ ouest |                |                                                                 |      | Chapelle de Musset                                                     |
| Chapelle Notre-Dame de Condat                                                                            | Libourne                 |         | 44° 53′ 46″ nord, 0° 14′ 33″ ouest | « PA00083594 » | Inscrit MH                                                      | 1925 | Chapelle Notre-Dame de Condat                                          |
| Chapelle Notre-Dame-du-Rosaire du Pintey                                                                 | Libourne                 |         | 44° 56′ 04″ nord, 0° 14′ 31″ ouest |                |                                                                 |      | Image manquante Téléverser                                             |
| Chapelle du carmel de Libourne                                                                           | Libourne                 |         | 44° 55′ 01″ nord, 0° 14′ 23″ ouest |                |                                                                 |      | Chapelle du carmel de Libourne                                         |
| Église Notre-Dame dite la Vieille chapelle de l'Île du Carnay                                            | Lugon-et-l'Île-du-Carnay |         | 44° 56′ 32″ nord, 0° 22′ 55″ ouest |                |                                                                 |      | Église Notre-Dame dite la Vieille chapelle de l'Île du Carnay          |
| Chapelle Saint-Jacques de Cantenac                                                                       | Margaux-Cantenac         |         | à géolocaliser                     |                |                                                                 |      | Image manquante Téléverser                                             |
| Chapelle Saint-Michel du château de la Roquetaillade                                                     | Mazères                  |         | 44° 29′ 31″ nord, 0° 16′ 08″ ouest |                |                                                                 |      | Chapelle Saint-Michel du château de la Roquetaillade                   |
| Chapelle des Eyquems de Veyrines                                                                         | Mérignac                 |         | 44° 49′ 28″ nord, 0° 38′ 49″ ouest |                |                                                                 |      | Image manquante Téléverser                                             |
| Chapelle désaffectée de Beutre                                                                           | Mérignac                 |         | 44° 49′ 09″ nord, 0° 41′ 57″ ouest |                |                                                                 |      | Image manquante Téléverser                                             |
| Chapelle Sainte-Bernadette d'Arlac                                                                       | Mérignac                 |         | 44° 49′ 21″ nord, 0° 37′ 20″ ouest |                |                                                                 |      | Image manquante Téléverser                                             |
| Chapelle de Villemartin                                                                                  | Mouliets-et-Villemartin  |         | 44° 50′ 05″ nord, 0° 02′ 02″ ouest | « PA00083644 » | Classé MH                                                       | 1920 | Chapelle de Villemartin                                                |
| Chapelle de Grand Poujeaux                                                                               | Moulis-en-Médoc          |         | 45° 04′ 34″ nord, 0° 44′ 32″ ouest |                |                                                                 |      | Image manquante Téléverser                                             |
| Chapelle Saint-Pierre de Monpezat                                                                        | Mourens                  |         | 45° 04′ 34″ nord, 0° 44′ 32″ ouest |                |                                                                 |      | Chapelle Saint-Pierre de Monpezat                                      |
| Chapelle Saint-Martin anciennement église Saint-Jean de Potensac                                         | Ordonnac                 |         | 45° 18′ 26″ nord, 0° 51′ 32″ ouest |                |                                                                 |      | Image manquante Téléverser                                             |
| Chapelle priorale Sainte-Catherine-du-Désert de Paillet                                                  | Paillet                  |         | 45° 18′ 26″ nord, 0° 51′ 32″ ouest |                |                                                                 |      | Image manquante Téléverser                                             |
| Chapelle de la Sainte-Enfance de Cazeneuve                                                               | Préchac                  |         | 45° 18′ 26″ nord, 0° 51′ 32″ ouest |                |                                                                 |      | Image manquante Téléverser                                             |
| Chapelle de Lurzine                                                                                      | Prignac-et-Marcamps      |         | 45° 01′ 51″ nord, 0° 28′ 53″ ouest | « PA00083684 » | Inscrit MH                                                      | 1925 | Chapelle de Lurzine                                                    |
| Chapelle Saint-Urbain de Pugnac                                                                          | Pugnac                   |         | 45° 05′ 48″ nord, 0° 28′ 43″ ouest |                |                                                                 |      | Chapelle Saint-Urbain de Pugnac                                        |
| Chapelle Saint-Roch de Queyrac                                                                           | Queyrac                  |         | à géolocaliser                     |                |                                                                 |      | Chapelle Saint-Roch de Queyrac                                         |
| Chapelle Notre-Dame de Rauzan                                                                            | Rauzan                   |         | 44° 46′ 48″ nord, 0° 07′ 33″ ouest |                |                                                                 |      | Chapelle Notre-Dame de Rauzan                                          |
| Chapelle Notre-Dame-de-Tutiac de Verdot                                                                  | Reignac                  |         | à géolocaliser                     |                |                                                                 |      | Image manquante Téléverser                                             |
| Chapelle Notre-Dame-du-Mont-Carmel du monastère des carmes du Broussey                                   | Rions                    |         | 44° 40′ 09″ nord, 0° 18′ 13″ ouest |                |                                                                 |      | Chapelle Notre-Dame-du-Mont-Carmel du monastère des carmes du Broussey |
| Chapelle de Saint-Christoly-Médoc                                                                        | Saint-Christoly-Médoc    |         | à géolocaliser                     |                |                                                                 |      | Image manquante Téléverser                                             |
| Chapelle du Chapitre de Saint-Émilion                                                                    | Saint-Émilion            |         | 44° 53′ 38″ nord, 0° 09′ 23″ ouest | « PA00083723 » | Classé MH                                                       | 1964 | Image manquante Téléverser                                             |
| Chapelle de la Madeleine de Saint-Émilion                                                                | Saint-Émilion            |         | 44° 53′ 21″ nord, 0° 09′ 25″ ouest | « PA00083724 » | Inscrit MH                                                      | 1965 | Image manquante Téléverser                                             |
| Chapelle de la Trinité de Saint-Émilion                                                                  | Saint-Émilion            |         | 44° 53′ 35″ nord, 0° 09′ 23″ ouest | « PA00083732 » | Classé MH                                                       | 1889 | Chapelle de la Trinité de Saint-Émilion                                |
| Chapelle du domaine du château Franc Mazerat de Mazerat                                                  | Saint-Émilion            |         | à géolocaliser                     |                |                                                                 |      | Image manquante Téléverser                                             |
| Chapelle de Leyssac de Leyssac                                                                           | Saint-Estèphe            |         | à géolocaliser                     |                |                                                                 |      | Image manquante Téléverser                                             |
| Chapelle du château Calon-Ségur de Saint-Estèphe                                                         | Saint-Estèphe            |         | à géolocaliser                     |                |                                                                 |      | Image manquante Téléverser                                             |
| Chapelle Saint-Faure de Saint-Étienne-de-Lisse                                                           | Saint-Étienne-de-Lisse   |         | 44° 52′ 42″ nord, 0° 06′ 18″ ouest |                |                                                                 |      | Chapelle Saint-Faure de Saint-Étienne-de-Lisse                         |
| Chapelle Saint-Félix du château de Pommiers                                                              | Saint-Félix-de-Foncaude  |         | à géolocaliser                     |                |                                                                 |      | Image manquante Téléverser                                             |
| Chapelle de Miqueu                                                                                       | Saint-Germain-d'Esteuil  |         | 45° 16′ 48″ nord, 0° 52′ 26″ ouest |                |                                                                 |      | Image manquante Téléverser                                             |
| Chapelle Sainte-Quitterie de Magrigne                                                                    | Saint-Laurent-d'Arce     |         | 45° 03′ 13″ nord, 0° 28′ 48″ ouest | « PA00083755 » | Classé MH                                                       | 1921 | Chapelle Sainte-Quitterie de Magrigne                                  |
| Chapelle Saint-Loup de Saint-Loubès                                                                      | Saint-Loubès             |         | 44° 55′ 04″ nord, 0° 25′ 40″ ouest | « PA00088390 » | Inscrit MH                                                      | 1992 | Chapelle Saint-Loup de Saint-Loubès                                    |
| Chapelle Saint-Martin de Cadourne                                                                        | Saint-Seurin-de-Cadourne |         | 45° 18′ 15″ nord, 0° 47′ 13″ ouest |                |                                                                 |      | Image manquante Téléverser                                             |
| Chapelle du château de Vaquey                                                                            | Sallebœuf                |         | 44° 51′ 35″ nord, 0° 23′ 39″ ouest |                |                                                                 |      | Image manquante Téléverser                                             |
| Chapelle sans dédicace de l'Amélie                                                                       | Soulac-sur-Mer           |         | 45° 29′ 07″ nord, 1° 08′ 57″ ouest |                |                                                                 |      | Chapelle sans dédicace de l'Amélie                                     |
| Chapelle du château de Sentout                                                                           | Tabanac                  |         | 44° 43′ 44″ nord, 0° 25′ 18″ ouest |                |                                                                 |      | Image manquante Téléverser                                             |
| Chapelle du Carmel de Talence                                                                            | Talence                  |         | 44° 48′ 50″ nord, 0° 35′ 38″ ouest |                |                                                                 |      | Image manquante Téléverser                                             |
| Chapelle du Christ-Rédempteur de Talence                                                                 | Talence                  |         | 44° 49′ 08″ nord, 0° 34′ 58″ ouest |                |                                                                 |      | Chapelle du Christ-Rédempteur de Talence                               |
| Chapelle du Haut-Brion de Talence                                                                        | Talence                  |         | 44° 48′ 55″ nord, 0° 36′ 32″ ouest |                |                                                                 |      | Image manquante Téléverser                                             |
| Chapelle du calvaire dite de la Sainte-Agonie de Verdelais                                               | Verdelais                |         | 44° 35′ 14″ nord, 0° 14′ 58″ ouest |                |                                                                 |      | Image manquante Téléverser                                             |
| Chapelle de l'hôpital d'instruction des armées Robert Picqué de Villenave-d'Ornon                        | Villenave-d'Ornon        |         | 44° 48′ 02″ nord, 0° 34′ 16″ ouest |                |                                                                 |      | Image manquante Téléverser                                             |